# Reduvoidea
Reduvoidea Latreille, 1807, è una superfamiglia di Insetti Rincoti (Sottordine Heteroptera), comprendente in generale forme zoofaghe, fra cui sia specie ematofaghe sia specie artropofaghe.

## Sistematica
La superfamiglia si suddivide in due famiglie. Quella dei Reduviidae, la più importante e rappresentativa, è cosmopolita e raggruppa oltre 7000 specie. Quella dei Pachynomidae comprende invece solo quindici specie, a diffusione tropicale, ripartite fra quattro generi. Alcune fonti citano anche la famiglia Phymatidae, che in questo schema è inclusa fra i Reduviidae al rango di sottofamiglia.